# Jaouad Darib
 (mai 2020).
Si vous disposez d'ouvrages ou d'articles de référence ou si vous connaissez des sites web de qualité traitant du thème abordé ici, merci de compléter l'article en donnant les références utiles à sa vérifiabilité et en les liant à la section « Notes et références ».
Jaouad Darib, né le 28 juin 1997, à Essaouira, au Maroc, est un joueur marocain naturalisé néerlandais de basket-ball. Il évolue au poste d'ailier.